# Askome sogn
Askome sogn i Halland, Sverige var en del af Årstad herred og har været en del af Falkenbergs kommun siden 1971. Askome distrikt dækker det samme område siden 2016. Sognets areal er 32,86 kvadratkilometer, heraf 31,16 land  I 2020 havde distriktet 166 indbyggere. Landsbyen Askome ligger i sognet.
Navnet blev første gang registreret som Ashymme i 1523 og stammer sandsynligvis fram ask og hjem Antallet indbyggere er faldende (sognet havde 453 indbyggere i 1885).
Der er et naturreservat i sognet: Skallabjær.